# Hora Um da Notícia
Hora Um da Notícia (também conhecido somente como Hora Um ou simplesmente H1) é um telejornal matinal brasileiro produzido pela TV Globo.
Apresentado por Roberto Kovalick, com participações ao vivo de Marcelo Pereira (apresentando a previsão do tempo) e Alessandro Jodar (notícias do esportivas).

## Histórico
Até 14 de novembro de 2014, a faixa horária do telejornal era ocupada pelas aulas do Telecurso, exibidas pela Globo a mais de 36 anos, e pela edição diária do Globo Rural, que estava no ar desde 9 de outubro de 2000. Com o anúncio do Hora Um da Notícia, foi informado que o Telecurso seria disponibilizado gratuitamente em plataformas de internet — mantendo a exibição matinal na TV aberta nos canais TV Cultura, Futura, TV Brasil, TV Aparecida e Rede Vida — enquanto o Globo Rural voltou a ser exibido semanalmente aos domingos.
Com a estreia do jornalístico, os telejornais locais ganharam meia hora a mais de duração. Para sua implantação e realização, o Hora Um contou com a equipe de produção do antigo Globo Rural diário. O telejornal estreou em 1 de dezembro de 2014, sob o comando de Monalisa Perrone, na faixa das cinco horas da madrugada, com exibição de segunda a sexta-feira. Além de Monalisa, o Hora Um também era composto por Maju Coutinho na editoria de previsão do tempo (ficando pouco menos de um ano, até 2015, quando foi transferida para o Jornal Nacional, sendo substituída por Izabella Camargo) e Cléber Machado na editoria esportiva.
Desde a sua estreia, o Hora Um também era reprisado pela TV Globo na parabólica analógica, ocupando a faixa do Bom Dia Praça até 2024, ano em que o sinal foi descontinuado.
Flávia Freire e Izabella Camargo ancoravam o jornalístico eventualmente substituindo Monalisa Perrone em suas folgas. Em 14 de novembro de 2015, o Hora Um contou com uma edição especial no sábado e em horário alternativo, às 6h da manhã com a apresentação de Renata Capucci, devido aos ataques terroristas em 13 de novembro de 2015 em Paris.
Em 12 de maio de 2016, dia em que o Senado votou a admissibilidade do processo de impeachment de Dilma Rousseff, William Waack apresentou o jornal junto com Monalisa Perrone.
Até 17 de fevereiro de 2017, o Hora Um da Notícia era exibido ao vivo apenas nos Estados que adotavam o mesmo horário de Brasília, sendo transmitido gravado para os Estados de Mato Grosso e Mato Grosso do Sul, Amazonas, Rondônia, Roraima e Acre, devido à diferença horária destes estados em relação à capital federal; aplicando-se tal medida também a Região Nordeste e dos estados do Amapá, do Pará e de Tocantins quando Brasília passa ao horário de verão, devido ao sistema de transmissão via satélite da Globo chamado de Rede Fuso. No entanto, desde 20 de fevereiro de 2017, o telejornal passou a ser ao vivo para todos os estados que adotam uma hora a menos em relação a Brasília, conforme anúncio da Rede Amazônica (compreendendo parte da Região Norte), TV Centro América (Mato Grosso) e TV Morena (Mato Grosso do Sul). No Acre, o jornal passou a ser transmitido às 4h, gravado e transmitido com uma hora de atraso no inverno e duas horas de atraso no verão.
Em 1 de dezembro de 2017, em comemoração de três anos do telejornal, vários apresentadores dos Bom Dia locais participaram da atração.
Em 13 de agosto de 2018, o telejornal passou a ter duas horas de exibição, com a alteração do horário de início das cinco para as quatro horas da madrugada, e a ampliação da equipe de especialistas e correspondentes. A ampliação foi apontada pela mídia especializada como uma forma de ampliar ainda mais a duração do telejornal nas madrugadas, de modo a oferecer uma alternativa ao público desse horário. Em dezembro de 2018, Jacqueline Brazil assumiu a apresentação do bloco do clima substituindo Izabella Camargo, afastada por problemas de saúde.
Em 3 de setembro de 2019, Monalisa Perrone anunciou sua saída da Globo e ida para CNN Brasil. No mesmo dia, a emissora anunciou Roberto Kovalick como seu substituto, assumindo a apresentação da atração em 9 de setembro.
Em 27 de janeiro de 2021, Thiago Oliveira deixa o noticiário para assumir o Esporte Espetacular, sendo substituído por Alessandro Jodar. Oliveira apresentava a seção de esportes desde novembro de 2018. Em 1 de fevereiro de 2021, o Hora Um voltou a ser exibido gravado com atraso de uma hora na TV Centro América (Mato Grosso) e TV Morena (Mato Grosso do Sul), devido ao encurtamento na duração de seus telejornais matutinos (Bom Dia Mato Grosso e Bom Dia MS) que sofriam com constantes trocas de apresentação e queda de audiência devido ao fuso horário (os jornais eram exibidos ás 5h locais). As emissoras exibem o programa Terra da Gente da EPTV, para atrasar o telejornal.
Em 5 de julho de 2021, após sete anos no cenário próprio, o telejornal passou a ser apresentado na redação do jornalismo da Globo SP, mesmo cenário do Jornal Hoje e Jornal da Globo, ganhando novo cenário que mantém as cores originais do programa, além de nova vinheta e grafismos. Em dezembro de 2021, Jacqueline Brazil que comandava a previsão do tempo foi transferida para o Jornal Hoje, e foi substituída por Marcelo Pereira.
Entre 15 de janeiro e 12 de março de 2024, o telejornal passou ser exibido em um cenário provisório por conta de uma reforma no estúdio original. Em 13 de março de 2024, o novo estúdio passou a ser utilizado.
O Hora Um da Notícia é o único telejornal exibido em rede nacional pela TV Globo que não é exibido pela TV Globo Internacional. No horário em que ele vai ao ar no Brasil, o canal internacional exibe reprises de programas e novelas, como Encontro com Patrícia Poeta, Mais Você, além das novelas das seis, sete e nove.

## Apresentadores

### Atuais
- Roberto Kovalick (2019 - presente)
- Marcelo Pereira (2021 - presente)
- Alessandro Jodar (2021 - presente)

### Antigos
- Monalisa Perrone (2014 - 2019)
- Maju Coutinho (2014 - 2015)
- Izabella Camargo (2015 - 2018)
- Jacqueline Brazil (2018 - 2021)
- Thiago Oliveira (2018 - 2021)

## Repercussão

### Audiência
O programa aumentou a audiência da Globo em 85%, fazendo com que a emissora recuperasse a liderança com 3,7 pontos na Grande São Paulo, segundo o Ibope. Em 15 de fevereiro de 2016, registrou a sua maior audiência com 5,8 pontos e, sete dias depois, bateu o recorde registrando 6,3 pontos na Grande São Paulo. Um ano após sua estreia, o jornal fez a emissora aumentar sua audiência na faixa de horário em 63% em São Paulo e em 57% no Rio de Janeiro, com crescimento de 50% no Painel Nacional de Televisão (PNT). Em 2017, a audiência média do H1 subiu para 5,7 pontos.

### Análise da crítica
Daniel Castro, do Notícias da TV, analisou a estreia do telejornal após a sua estreia e destacou algumas inovações e a informalidade de Monalisa Perrone, mas criticou a "falta de notícias" ao mostrar, por exemplo, "avenidas desertas no Nordeste e de trânsito fluindo bem mesmo em São Paulo e Rio de Janeiro". A repetição de notícias do dia anterior também foi criticada pelo jornalista.